# Jean-Michel Gaillard
Pour les articles homonymes, voir Gaillard.
Jean-Michel Gaillard, né le 16 mai 1946 à Pont-Saint-Esprit (Gard) et mort le 19 juillet 2005 à Paris, est un haut fonctionnaire et historien français.
Il est notamment directeur général d'Antenne 2 (maintenant France 2), de 1989 à 1991.

## Biographie
Fils d'Henri Gaillard, enseignant et adjoint au maire de Nîmes Émile Jourdan, il fait ses classes au lycée Alphonse-Daudet.
Il est ancien élève de l'École normale supérieure de Saint-Cloud (1966 L) et agrégé d'histoire[Quand ?]. Il consacre son mémoire de maîtrise au mouvement ouvrier gardois (1969), puis sa thèse de doctorat en histoire à la compagnie des mines de La Grand-Combe (1974). Il exerce un temps comme maître-assistant en Histoire à l'université Rennes 2.
Il est ensuite élève de l'École nationale d'administration et entre dans la haute fonction publique.
En politique, il est militant socialiste et proche du couple François Hollande-Ségolène Royal. Il est marié et père de deux filles.
Il est conseiller à la Cour des comptes et scénariste pour la télévision. Sous la présidence de François Mitterrand, il avait été chargé de mission de 1981 à 1984 à l'Élysée, puis conseiller technique de 1986 à 1988. En tant que scénariste pour la télévision, il a entre autres écrit avec Nicolas Sarkozy le téléfilm Leclerc, un rêve d'Indochine, diffusé en 2003 sur France 3.
Il est également auteur de nombreux ouvrages, dont une biographie de Jules Ferry publiée en 1989.
Il a eu un petit rôle dans le téléfilm Jaurès, naissance d'un géant (2005), dont il a été coscénariste.
Il a été membre non résidant de l'Académie de Nîmes.

## Œuvres

### Livres
- Jean-Michel Gaillard et André Lespagnol, Les Mutations économiques et sociales au XIXe siècle, Paris, Nathan, coll. « université », 1984, 191 p.
- Tu seras président mon fils : anatomie des grandes écoles et malformations des élites. - Ramsay, 1987. - 248 p. ; 24 cm. -  (ISBN 2-85956-565-5)
- L'ENA : miroir de l'État de 1945 à nos jours. - Complexe, 1995. - 238 p. ; 22 cm. - (Questions au XXe siècle ; 79). -  (ISBN 2-87027-563-3)
- Les 40 jours de Blum. - Perrin, 2001. - 316 p.-4 pl. ; 23 cm. -  (ISBN 2-262-01731-X)
- Les Grands jours de l'Europe : 1950-2004. - Perrin, 2004. - 139 p. ; 18 cm. - (Tempus ; 59). -  (ISBN 2-262-02169-4)

### Scénarios de téléfilms
- 1997 : Le Dernier Été de Claude Goretta, musique de Bruno Coulais, avec Jacques Villeret, Catherine Frot
- 2001 : Thérèse et Léon de Claude Goretta, avec Claude Rich, Dominique Labourier
- 2003 : Leclerc, un rêve d'Indochine de Marco Pico, avec Bernard Giraudeau, Roger Planchon
- 2007 : Nous nous sommes tant haïs de Franck Apprederis, avec Bernard-Pierre Donnadieu

Documentaire
- 2004 : Immigration : 30 ans d'illusions